# Mulher 80
Mulher 80 foi um especial de televisão transmitido pela Rede Globo em 1979 que homenageou as mulheres, reunindo números musicais e depoimentos de cantoras e compositoras, as quais eram grandes expoentes da MPB na época.

## História
O programa exibiu uma série de entrevistas e musicais cujo tema era a Mulher e a discussão do papel feminino na sociedade de então abordando esta temática no contexto da música nacional e da inegável preponderância das vozes femininas na MPB; com Elis Regina, Maria Bethânia, Fafá de Belém, Zezé Motta, Marina Lima, Simone, Rita Lee, Joanna, Gal Costa e as participações especiais das atrizes Regina Duarte e Narjara Turetta, que protagonizaram o seriado Malu Mulher. É até hoje um dos grandes marcos da televisão nacional, por ter tratado de temas polêmicos de maneira aberta para a sociedade e pelo reconhecimento de talentos femininos da música nacional. O grupo Os Trapalhões, pouco tempo depois, faria uma sátira ao programa no especial Homem 80.
O especial teve uma reprise , exibições no exterior, e dezenas de gravações caseiras circularam pela internet até que em abril de 2008 foi lançado oficialmente pela Som Livre em parceria com a Biscoito Fino,tendo como extras o depoimento do diretor Daniel Filho.
No final de 1989, a TV Globo produziu um especial chamado Homem 90, no mesmo formato do Mulher 80, porém dessa vez homenageando os homens da MPB e teledramaturgia nacional.

## Lista de músicas
| Artista(s) | Canções(s)                                |
| --- | ----------------------------------------- |
| Simone | "Começar de Novo"                         |
| Fafá de Belém | "Que Me Venha Esse Homem"                 |
| Gal Costa | "Paula e Bebeto"                          |
| Joanna | "Seu Corpo"                               |
| Narjara Turetta Quarteto em Cy                                                                                                  | "Feminina"                                |
| Zezé Motta | "Pecado Original"                         |
| Marina Lima | "Não Há Cabeça"                           |
| Maria Bethânia | "Álibi"                                   |
| Rita Lee | "Mania de Você"                           |
| Elis Regina | "O Bêbado e A Equilibrista" "Maria Maria" |
| Gal Costa | "Meu Nome é Gal"                          |
| Simone Fafá de Belém Gal Costa Joanna Elis Regina Narjara Turetta Zezé Motta Marina Lima Maria Bethânia Rita Lee Quarteto em Cy | "Cantoras de Rádio"                       |